# Mariä Himmelfahrt (Egglkofen)

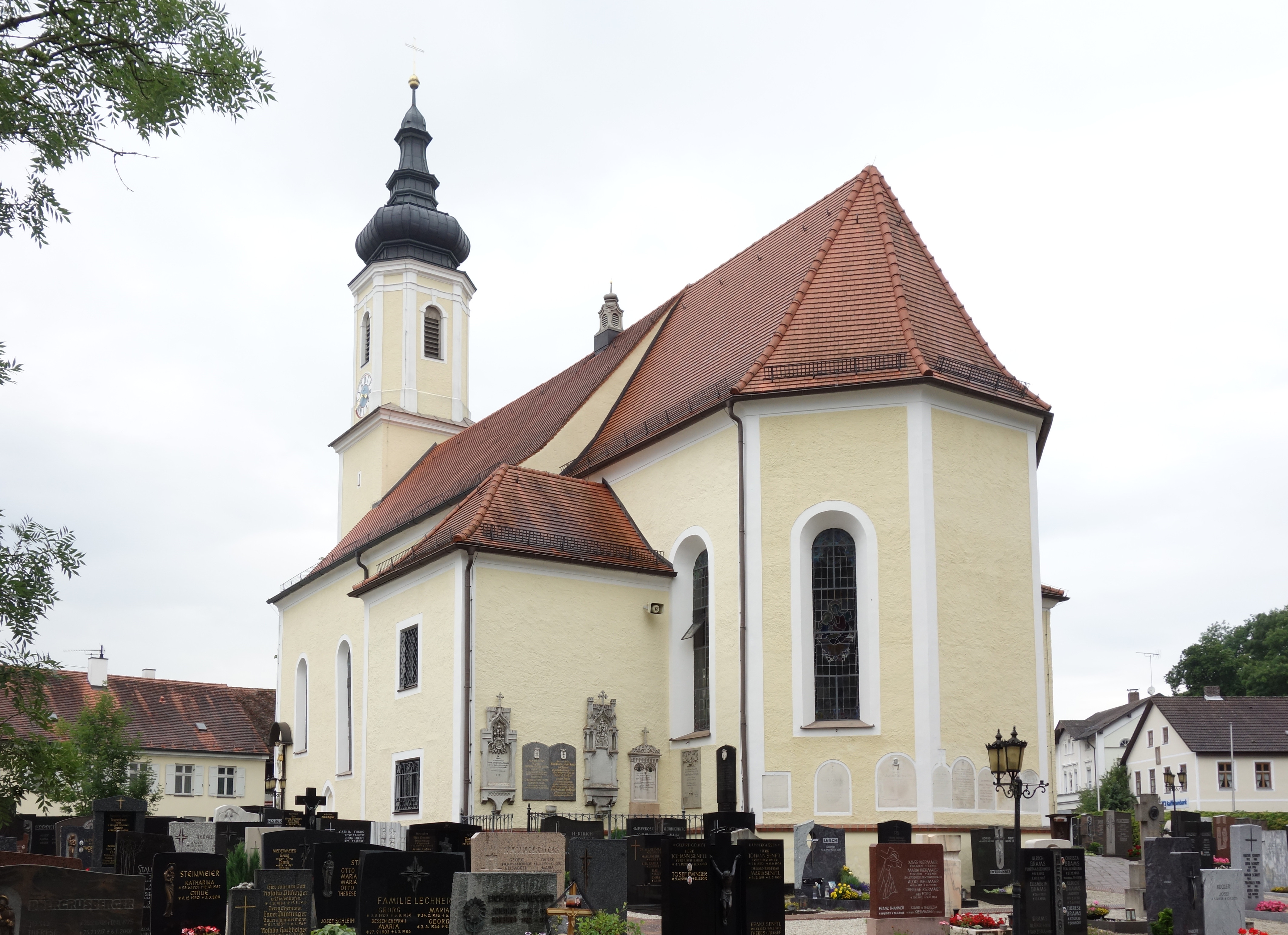
Die Pfarrkirche Mariä Himmelfahrt

Die römisch-katholische Kirche Mariä Himmelfahrt in Egglkofen ist eine Pfarrkirche im Dekanat Landshut der Diözese Regensburg. 

## Geschichte und Architektur

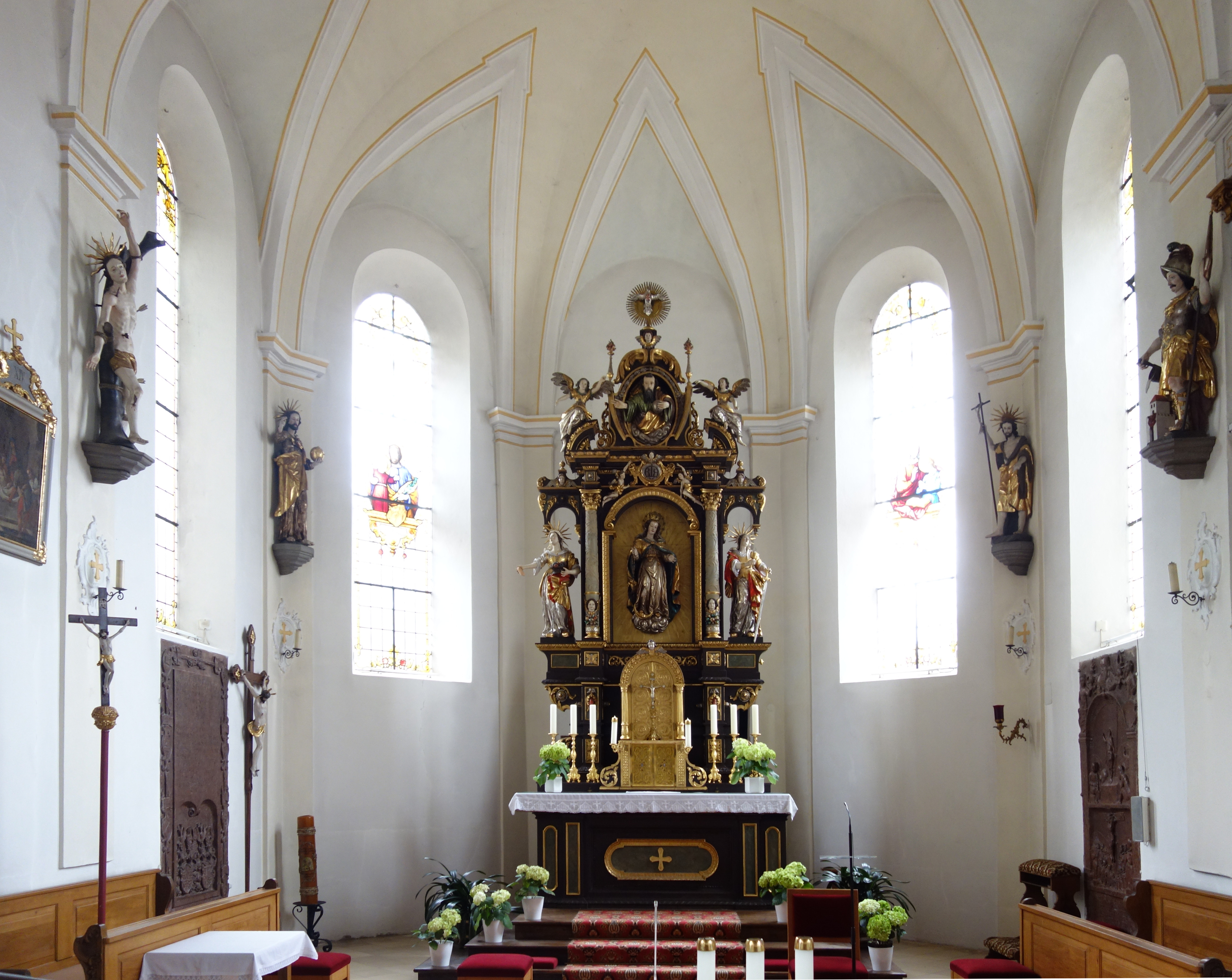
Blick auf den Altar

Der Kern des denkmalgeschützten Kirchengebäudes mit vierjochigem Langhaus und eingezogenem Chor mit 5⁄8-Schluss, sowie der Unterbau des Westturms stammen aus der zweiten Hälfte des 15. Jahrhunderts.
Im Jahr 1734 wurde die Kirche barock umgestaltet: die Fenster wurden erweitert, Stichkappentonnen eingebaut und das Turmobergeschoß aufgesetzt.
Im Jahre 1915 wurde der Innenraum neuerlich renoviert und umgestaltet. Die neuromanische Ausstattung wurde durch eine aus vielen anderen Kirchen zusammengekaufte Barockausstattung ersetzt. 
Von 2007 bis 2010 wurde die Kirche abermals umfassend saniert.

## Ausstattung
Im Hochaltar stehen Figuren der heiligen  Elisabeth,  Muttergottes Maria und  Barbara. Sie wurden bei der Neubarockisierung 1914/15 durch den Freisinger Bildhauer Josef Erhart geschaffen.  
Die Altäre und die Kanzel entstanden Ende des 17. Jh. und stammen aus der alten Pfarrkirche St. Peter und Paul (Olching). 
Am rechten Seitenaltar wurde eine spätgotische Grablegung aus der zweiten Hälfte des 15. Jahrhunderts eingesetzt. 
Im Chorraum befinden sich zwei Epitaphe: links das von Georg Karl von Eisenreich gest. 1677 und Ehefrau Maria Sabina gest. 1675, rechts das von Hans David von Nußdorf und Ehefrau Katharina von 1586.  
Die Deckengemälde entstanden während der Umgestaltung im Jahr 1915. Sie zeigen im Chor die Himmelfahrt und im Langhaus den Tempelgang Mariens, und über der Orgel die Kreuzigung Christi.

## Orgel

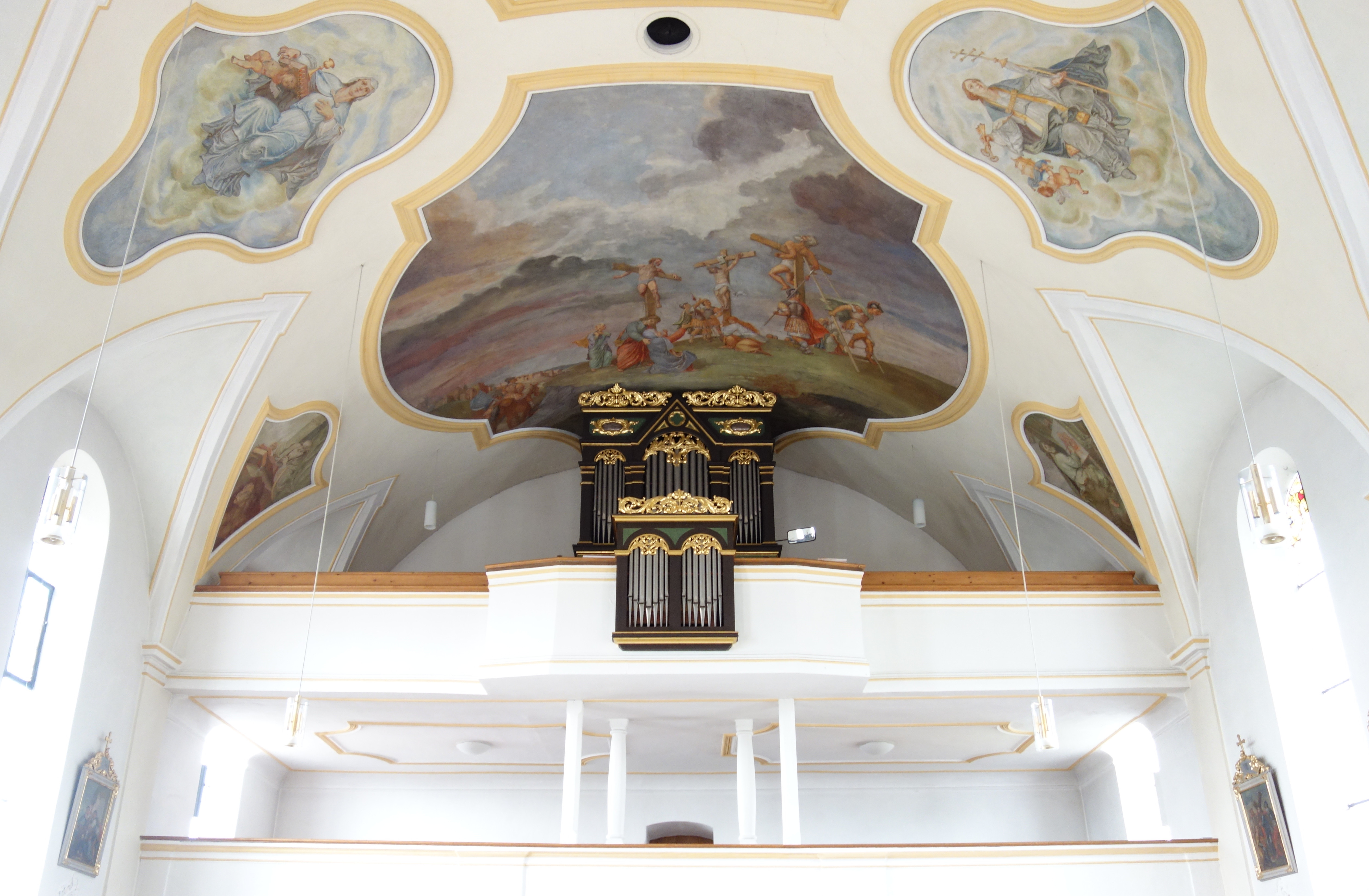
Die Ismayr-Orgel

Die Orgel mit 17 Registern auf zwei Manualen und Pedal wurde von Günter Ismayr 1982 geschaffen. Hauptwerk und Pedal wurden in das Gehäuse der Vorgängerorgel von Michael Weise aus dem Jahr 1911, und das Rückpositiv in ein neues in der Emporenbrüstung eingebaut. Die Orgelweihe war am 8. Mai 1983. Die Disposition, die von Eberhard Kraus stammt, lautet:
| I Rückpositiv C–g3 |       |
| Copula major       | 8′    |
| Copula minor       | 4′    |
| Spitzgambe         | 4′    |
| Principal          | 2′    |
| Quinte             | 1 ⁄3′ |
| Octave             | 1′    |

| II Hauptwerk C–g3   |                           |
| Rohrflöte           | 8′                        |
| Salicional          | 8′                        |
| Principal           | 4′                        |
| Blockflöte          | 4′                        |
| Schwiegel           | 2′                        |
| Septsesquialter III | 2 ⁄3′+1 3⁄5′+(ab c1)1 ⁄7′ |
| Mixtur IV           | 1 ⁄3′+1′+2⁄3′+1⁄2′        |

| Pedal C–f1 |         |
| Subbass    | 16′     |
| Violonbass | 8′      |
| Choralbass | 4′ + 2′ |
| Posaune    | 8′      |

- Koppeln: I/II, I/P, II/P
- Bemerkungen: Schleifladen, mechanische Spiel- und Registertraktur